# Intimité
Pour les articles homonymes, voir Intimité (homonymie).
L'intimité réfère généralement au sentiment d'association personnelle proche avec autrui. Elle se rapporte à une connexion familière et affectivement très étroite avec d'autres en résultat à un certain nombre d'expériences communes. L'intimité véritable demande des échanges, de la transparence, de la réciprocité et incidemment une certaine vulnérabilité.
Comme verbe, « intimer » signifie « commander », « signifier avec autorité » ou « sommer ». Comme adjectif, « intime » peut aussi référer une notion de profondeur, tel une connaissance ou une maîtrise intime d'un sujet.
L'intimité est selon le Robert « le caractère intime, intérieur et profond ; ce qui est intérieur et secret ; caractère étroit et profond (d'un lien) ; l'intimité d'une personne, sa vie intime, privée ; agrément, confort d'un endroit où l'on se sent tout à fait chez soi, isolé du monde extérieur ».

## L'intrication de l'intimité et de l'intime
L'intimité est lié à la notion de l'intime. L'intime est selon Le Grand Robert de la Langue Française, dans son sens littéraire, « ce qui est contenu au plus profond (d'un être), lié à l'essence (de cet être), et généralement secret, invisible, impénétrable ». Ce sera concernant les choses « ce qui pourra les relier, qui lie, relie étroitement, par ce qu'il y a de plus profond ». Ou bien pour qualifier « ce qui se passe en privé ». Le terme vient du latin intimus, "qui est le plus en dedans ; qui est au cœur". L'intime aurait alors une connotation de lieu sans borne quand l'intimité au contraire aurait tendance à pouvoir être délimitée. "Ne transgresse pas mon intimité" pourrait renvoyer à "Ne rentre pas dans cet espace, il m'appartient" tandis que "Ceci est un intime" renverrait à "Ceci m'appartient au plus profond de moi".
La complexité de l’intime pourrait être illustrée par ces quelques vers de Charles Baudelaire extraits du poème L'homme et la mer :

« Vous êtes tous les deux ténébreux et discrets : / Homme, nul n'a sondé le fond de tes abîmes ; / Ô mer, nul ne connaît tes richesses intimes »

## Histoire et actualité de la notion d'intimité

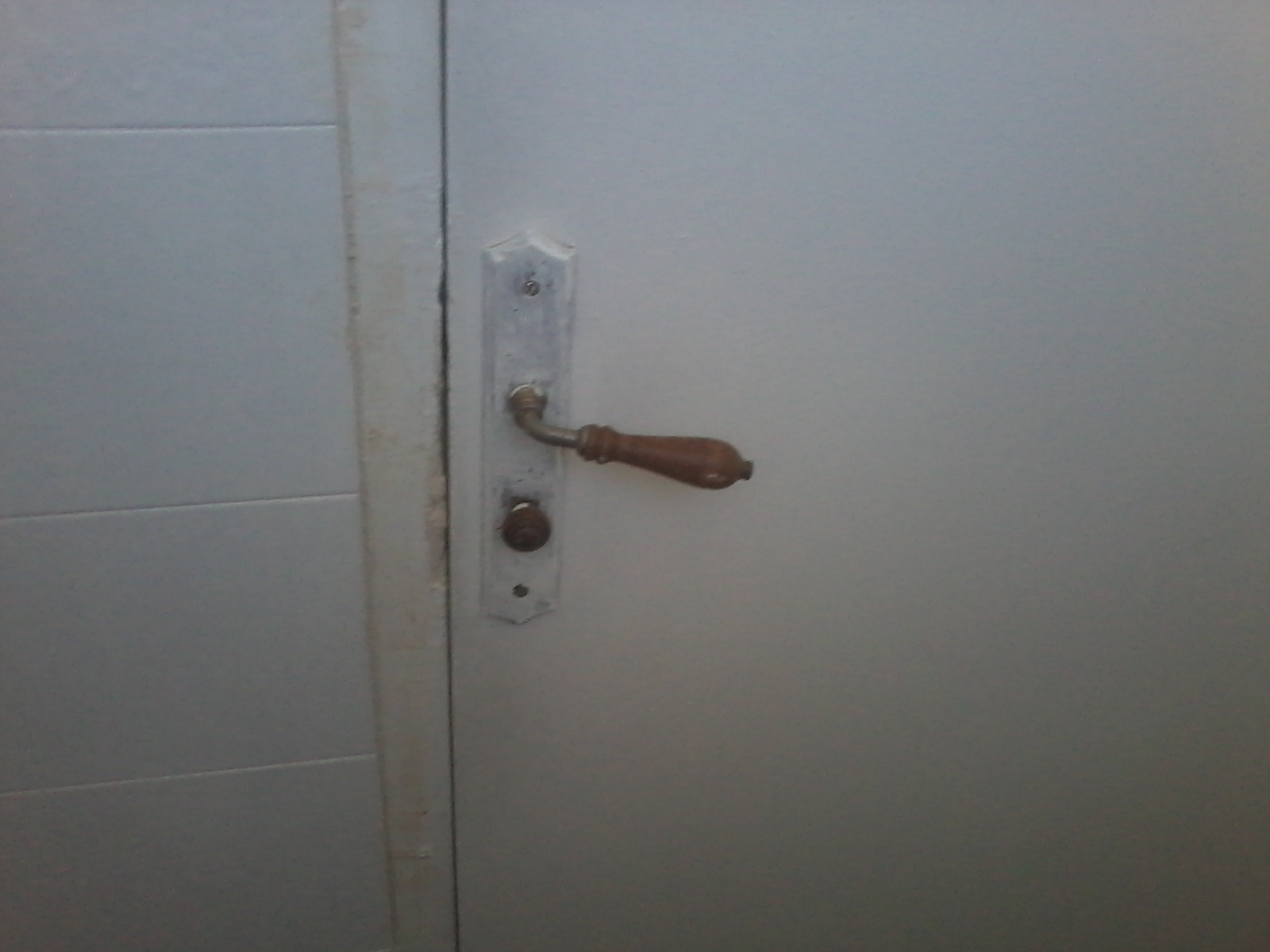
Les portes de WC ont un verrou, pour protéger l'intimité.

Giovanni Guerra et Anastasia Toliou constatent une augmentation à notre époque des écrits sur l’intime dans les domaines les plus variés. François Jullien propose une généalogie de l’intime : le terme émerge avec le christianisme, il dit alors que ce n’est pas une notion grecque. De fait, la pensée grecque était plutôt tournée vers l’absolu, le beau, l’être mais pas vers l’infini, « Les grecs pensent à partir d’un début et d’une fin ». À partir du christianisme existe donc une ouverture vers l’infini, l’intime. Dans la Bible, Jésus dans la Bible dit : « Je suis dans le Père et le Père est en moi » (Jean 14:11). François Jullien commente alors : « être dans l’autre, une façon de dire que le mur entre l’un et l’autre s’est levé ».

Dans la continuité de sa généalogie, François Jullien parlera d’Augustin et de Rousseau en les opposant à l'intime de Montaigne. De sorte que dans les écrits d’Augustin des Confessions l’apparition de l’idée de Dieu entraine une continuité vers la notion de profondeur : « Mais toi, tu étais plus intime que l’intime de moi-même ». François Jullien ne considère pas les Essais de Montaigne comme de l’ordre de l’intime, pas plus que son lien d’amitié avec La Boétie, car « il ne suffit pas de tout dire, Montaigne reste dans l’exemplarité, la généralité ». Dans la littérature française c’est selon lui Rousseau qui fait émerger l’intime. 

« Quand par exemple Rousseau [dans les premières pages de Les Confessions] évoque un air de chanson dont il se souvient, et à chaque fois qu’il s’en souvient l’attendrit jusqu’à verser des larmes.[…] Il y a là la saisie de quelque chose d’anecdotique, d’infime, mais qui le fait remonter en amont de la séparation des sujets. »

Alors, la ré-émergence dans la société contemporaine du concept de l’intimité pourrait être due aux modifications de notre société comme décrites par Emmanuel Diet : 

« Au temps de la transparence, de la traçabilité et de la communication, y-a-t-il encore place pour l’intime, ses douceurs secrètes, ses recoins de velours et ses discrètes déchirures ? Reste-t-il un lieu où déposer le trésor de nos fantasmes et la richesse de notre singularité ? […] L’intimité a-t-elle encore sa place dans un monde dans lequel s’effacent les frontières entre le privé et le public, où la privatisation détruit l’espace de la laïcité grâce à laquelle le public garantissait le territoire du singulier, où l’exhibition de l’intériorité se fait norme du lien communicationnel, l’avatar virtuel s’impose comme identité sociale, la pudeur et la vergogne laissent place à la vulgarité et à l’obscénité de l’expression sans limite ? »

## L'intime et l'intimité pensés à travers la spatialisation
Nous pouvons penser l'intimité sous une forme spatiale, un dedans séparé du dehors. Il est possible d'observer des architectures propices ou non à l'intime, Andrea Guerra et Paola Modesti pensent l’intime par l’architecture :

« Situé dans le lieu le plus retiré [...] se trouvait [...] le minuscule cabinet d'Urbino (qui) était le cœur de l'appartement du duc, vers lequel convergeaient public et privé. On y accédait en effet par deux entrées opposées, l'une située dans la plus petite des trois salles de représentations et d'audience et l'autre dans la chambre à coucher, en passant par la garde-robe. »

On y entend ici la construction comme plaçant ce lieu intime au cœur du bâtiment, par un double accès, celui pour le sujet, et un pour le public. La métaphore qu'on peut imaginer du "minuscule cabinet" pour tenter d'exprimer la place qu'occupe l'intimité dans le psychisme de la plupart des sujets est incertaine, c'est en tout cas peut-être la place qu'elle occupe pour Urbino. Dès lors, la spatialité en tant que notion de l’intime peut jouer un rôle important.

### Le panoptique et son influence sur l'intime

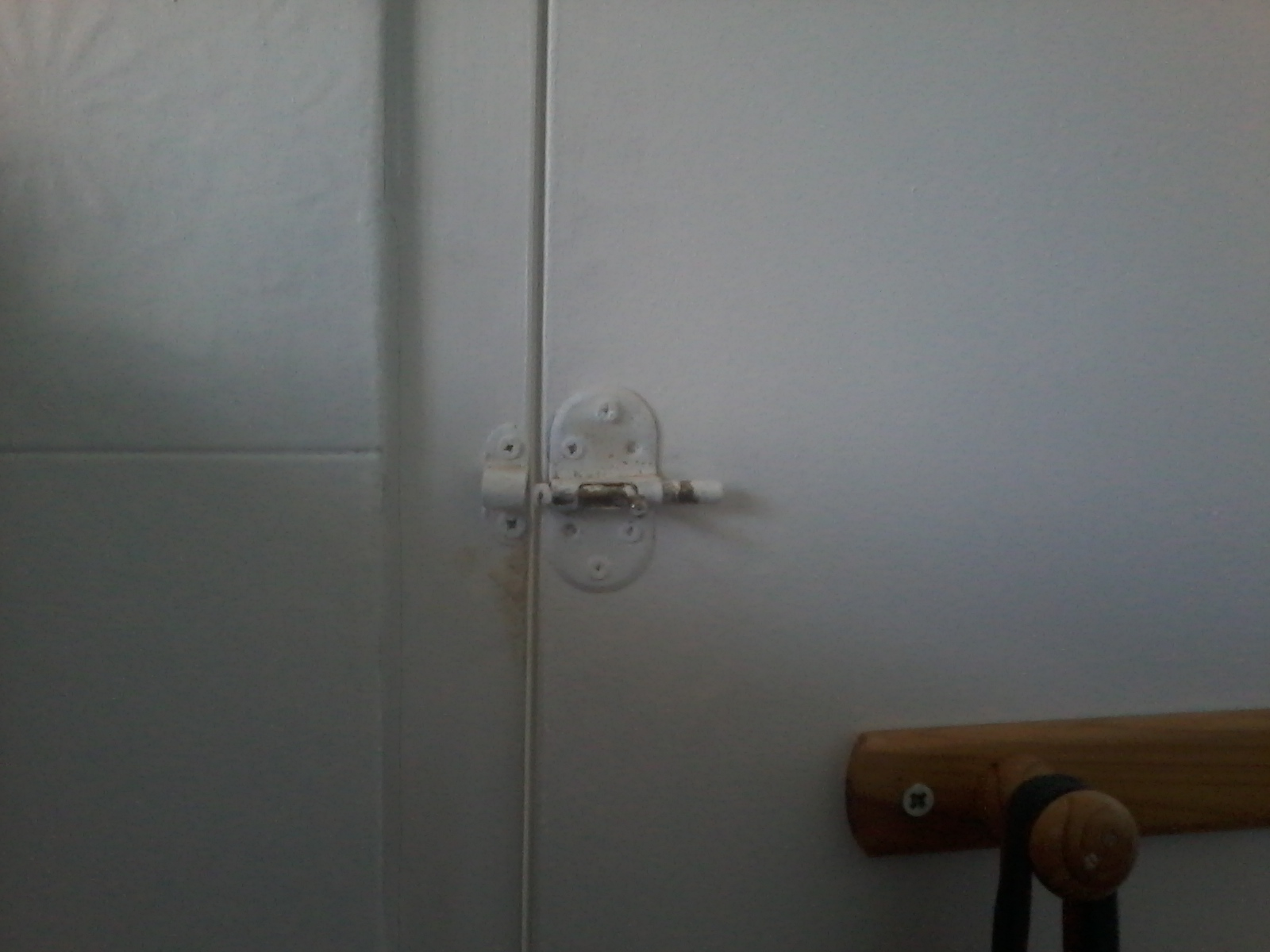
Les portes de salle de douche ont un verrou, pour protéger l'intimité.

Il est possible de penser l'intime par le panoptique. C'est un concept utilisé par Michel Foucault pour détailler les méthodes d’oppressions nouvelles utilisés dans certains dispositifs architecturaux. Le panoptique a pour but de dresser, rendre droit et normaliser les comportements, cette méthode a été théorisée par Jeremy Bentham. Les prisonniers sont placés de manière à avoir la sensation d’être toujours potentiellement surveillés, avec par exemple la présence d’un mirador au milieu d’une cour de prison. Il n’est pas possible pour le prisonnier de voir le gardien, en revanche le gardien, lui, a la possibilité de voir le prisonnier. Le prisonnier se surveillera ainsi lui-même, ne sachant s’il est réellement surveillé ou non, but ultime de ce dispositif. Dans ce genre de situation il est difficile en raison de la surveillance et d'une exposition constante de sentir naître un sentiment d'intimité.

## L'accès à l'intime
Le philosophe François Jullien commente les œuvres de Stendhal Lucien Leuwen et Le Rouge et le Noir. Selon lui, pour accéder à l’intime il faut : 

« ne plus avoir de visée sur l’autre, ne plus projeter sur lui, et par là c’est retirer l’autre des rapports de force, les rapports de force qui font le social […] donc ne plus se méfier mais se confier. En même temps il faut oser l’intime, parce qu’il y a la barrière des autres en société, parce qu’il faut risquer, […] s’engager dans cette relation où on laisse tomber tout ce qui nous retient, ce qui est convention, prudence, bref ce qui empêche l’épanouissement du sujet dans son rapport à l’autre. […] On ne peut pas faire de roman avec l’intime, il est discret, une fois qu’on y est on ne peut plus rien dire, bref c’est la faillite pour le romancier. »